# Großpaschleben
Großpaschleben ist ein Ortsteil der gleichnamigen Ortschaft der Gemeinde Osternienburger Land im Landkreis Anhalt-Bitterfeld in Sachsen-Anhalt, (Deutschland).

## Geografie
Großpaschleben liegt zwischen Bernburg (Saale) und Köthen (Anhalt) am Rande des Biosphärenreservates Flusslandschaft Mittlere Elbe.
Die Ortschaft Großpaschleben bildet sich durch die Ortsteile Frenz und Großpaschleben.

## Geschichte

### Mittelalter und Frühe Neuzeit
Die Gemeinde wurde im Jahr 1159, zur Zeit des Feudalherren Albrecht des Bären erstmals urkundlich erwähnt. Es wurde ausdrücklich ein Heinricus presbyter de Pazlove, d. h. Heinrich Priester von Paschleben als Zeuge einer Verfügung durch Erzbischof Wichmann von Magdeburg, über die kirchliche Abtrennung der Dörfer Groß und Klein-Kattau von der Pfarrerei Hohnsdorf, am 2. Juni 1159 genannt.
Namensgebung ist vermutlich die Person oder die Nachkommen von Herric De Pazleba, die es bereits um 1035–1061 gegeben hat und mehrere Personen hier diesen Namen trugen. Dieser Familienname starb jedoch gegen Ende des 14. Jahrhunderts aus. Schon am 2. Oktober 1244 verkaufte Alexander, Ritter von Tuchen 2 Hufen Land urkundlich an die Marienkirche (Coswiger Kirche). 1354 erhielten die Liebfrauenkirche und Jacobskirche in Köthen 2 Hufen Land in Großpaschleben. Am 7. März 1400 bewidmeten Hans und Klaus von Wettin den Altar des Heiligen Blutes in der Pfarrkirche zu Dessau mit einer von den Bauern in Großpaschleben zu entrichtenden Mark. Demzufolge mussten die von Wettin Besitzer des Rittergutes, also der Ortschaft Großpaschleben gewesen sein. Um 1505 gab es auch einen Fischteich zwischen Trinum, Thurau und Großpaschleben. Er gehörte dem Teichgräber Meister Paul. (Ortschronik Großpaschleben von 1990) Ab 1602, nach genealogischer Quellenlage schon ab 13. Mai 1594, war Großpaschleben Eigentum der Familie von Wuthenau, die sich hier 1706/07 ein von einem Teich umgebenes Schloss erbaute und fortan die Ortshistorie wesentlich prägte. Nachfolgend begann eine längere Ahnenreihe der Familie auf dem hiesigen Gut. Adam von Wuthenau-Großpaschleben agierte als fürstlich-anhalt-cöthenscher Stallmeister.

### 19. Jahrhundert
Karl von Wuthenau (1787–1863) war nicht nur Gutsherr, er führte auch einige Ehrentitel, unter anderem herzoglich anhaltinischer Landesdirektor, Stiftsdirektor von Mosigkau und des Gisela-Agnes-Stiftes zu Köthen. Der preußische Major war mit Amalie Marie von Renthe liiert. Ihr zweiter Sohn Fedor wurde der Gutserbe auf Großpaschleben. Er besaß noch weitere Güter und übernahm ebenso die Titulatur des Stiftsdirektors. Angeschlossen an den Gutshof entstand in Großpaschleben im Jahr 1835 die erste Zuckerfabrik Anhalts. Diese ging später ein und wurde abgerissen. Fedors Sohn Karl von Wuthenau führte den Grundbesitz vor Ort weiter, war Kammerherr, Stiftsdirektor und Rittmeister. Fedor jun. von Wuthenau (1821–1894) und seine erste Ehefrau Elise von Kotze übernahmen den Besitz, ihnen folgte Carl Hans Fedor von Wuthenau (1850–1915) als Fideikommissherr auf Basis einer Stiftung zum Erhalt des Gutes für die Gesamtfamilie.

### 20. Jahrhundert
Letzter Gutsbesitzer auf Großpaschleben sowie den Nebengütern in Thurau und Geuz war nach dem Genealogischen Handbuch des Adels Carl-Adam von Wuthenau (1882–1959), verheiratet mit Gisela Gräfin Lichtenau (1876–1963). Die Familie lebte nach dem Zweiten Weltkrieg mit ihren Töchtern in Niedersachsen und in Bayern, die beiden Söhne starben im Krieg. Zur heutigen Familienlinie von Wuthenau-Großpaschleben gehören unter anderem die Nachfahren des Oberst a. D. Wilhelm von Wuthenau, Rechtsritter des Johanniterordens.
Am 15. April 1945 gab es schweren Beschuss durch US-Artillerie auf den Ort, in dessen Verlauf viele Soldaten ihr Leben lassen mussten. Nie wieder!
Ende 1961 gründete sich ein neuer Fanfarenzug im Ort, der vorerst aus 12 Kindern und dem Leiter Manfred Schmidt (*13.03.1933 Tischler im VEB Holzbau Köthen) bestand. Am 14. Januar 1963 verpflichtete sich Manfred Schmidt zur Leitung der AG Pionierfreundschaft „Friedrich Schiller“ an der Oberschule Großpaschleben. Im Kreisausscheid 1963 reichte es schon für den 2. Platz, 1964 erreichten sie den 1. Platz in Köthen sowie den 3. Platz im Ausscheid aller Kreissieger in Aschersleben. 1964 umfasste der Fanfarenzug 36 Mitglieder. Herr Schmidt wurde 1964 für seine Arbeit ausgezeichnet und bekam eine Prämie.
Am 12. September 1990 berichtet die Zeitung von der gelungenen Sanierung beider Teiche im Park Großpaschleben, die durch Engagement des Bürgermeisters Roland Heide mit Hilfe von Wasserbau Halle und dem Umweltamtschef Herrn Haßler hergerichtet wurden.
1991 gab es 784 Einwohner in Großpaschleben/Frenz.

### 21. Jahrhundert
Das mittlerweile denkmalgeschützte Wasserschloss sowie der ehemalige Guts- und Landbesitz derer von Wuthenau wurde von der Unternehmensgruppe Burchard Führer erworben und zu einem Seniorenheim umgestaltet.
Am 1. Januar 2010 schlossen sich die bis dahin selbstständigen Gemeinden Großpaschleben, Chörau, Diebzig, Dornbock, Drosa, Elsnigk, Zabitz, Kleinpaschleben, Libbesdorf, Micheln, Osternienburg, Reppichau, Trinum und Wulfen zur Einheitsgemeinde Osternienburger Land zusammen. Gleichzeitig wurde die Verwaltungsgemeinschaft Osternienburg, zu der diese Gemeinden gehörten, aufgelöst.

## Politik

### Ortschaftsrat
Als Ortschaft der Einheitsgemeinde Osternienburger Land übernimmt ein so genannter Ortschaftsrat die Wahrnehmung der speziellen Interessen des Ortes innerhalb bzw. gegenüber den Gemeindegremien. Er wird aus sieben Mitgliedern gebildet.

### Bürgermeister
Als weiteres ortsgebundenes Organ fungiert der Ortsbürgermeister, dieses Amt wird zurzeit von Daniel Helmstedt wahrgenommen.

### Wappen
Das Wappen wurde am 14. Juni 2007 durch den Landkreis Köthen genehmigt.
Blasonierung: „Geviert von Blau und Silber; Feld 2 ein steigender roter Löwe mit ausgeschlagener Zunge, Feld 3 eine schwarze Krähe.“
Die Wappensymbole gründen sich auf das Wappen des im 15. Jahrhundert erloschenen Geschlechts derer von Paschleben, die ab 1244 im Ort begütert waren. Diese führten einen steigenden Löwen mit ausgeschlagener Zunge in ihrem Wappen. Das zweite Wappensymbol, die Krähe, nimmt Bezug auf den slawischen Wortstamm des Ortsteils Frenz = Krähe, der zu Großpaschleben zählt. Beide Inhalte beruhen auf dem Beschluss der Gemeindeversammlung vom 18. September 2006.
Das Wappen wurde vom Magdeburger Kommunalheraldiker Jörg Mantzsch gestaltet.
Die Farben des Ortes sind Weiß (Silber) - Blau.

### Flagge
Die Flagge ist weiß - blau (1:1) gestreift und das Wappen ist mittig auf die Flagge aufgelegt.

## Kultur und Sehenswürdigkeiten

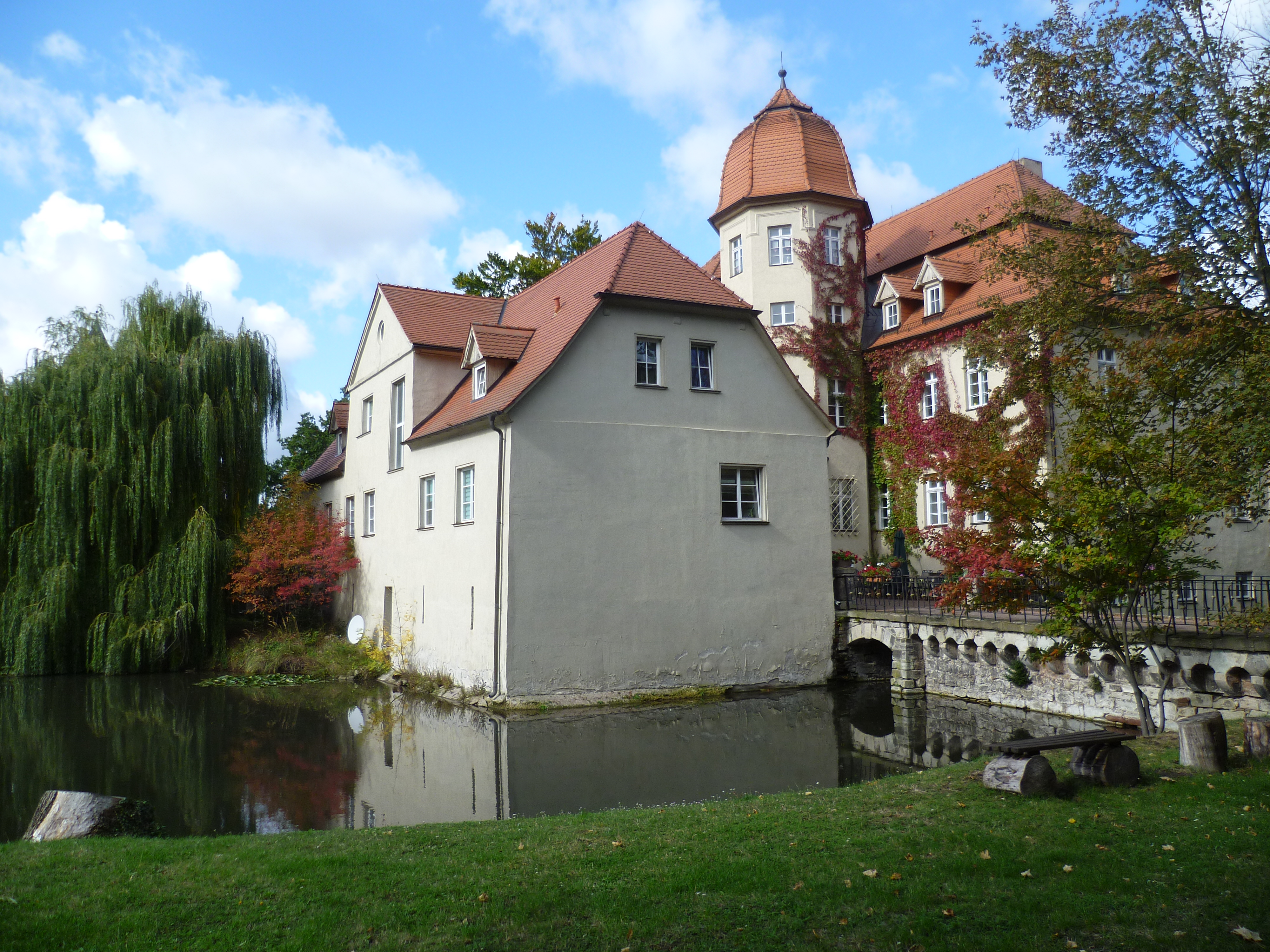
Großpaschleben-Wasserschloss

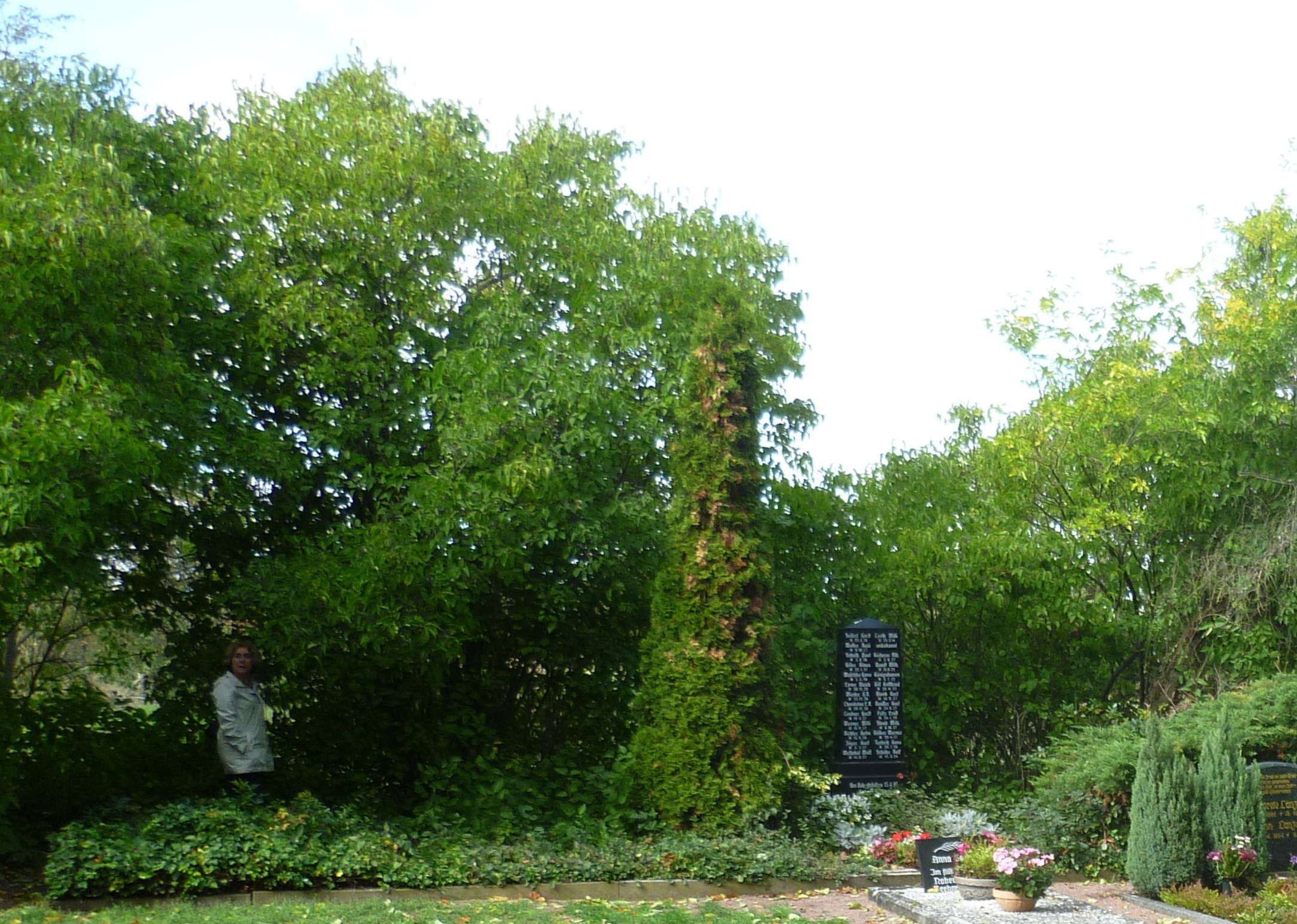
Großpaschleben-Grab

- Auf dem Friedhof findet sich hinten rechts ein Gemeinschaftsgrab (Lage) für 26 deutsche Gefallene vom 15. April 1945.[14]
- Grabstätten auf dem Ortsfriedhof für vier namentlich bekannte Frauen und Männer sowie einen Kriegsgefangenen aus der Sowjetunion, die während des Zweiten Weltkrieges Opfer von Zwangsarbeit wurden.
- Mittelalterlicher Bauernstein auf dem Dorfplatz, der 1959 zum Gedenkstein für Ernst Thälmann umgewidmet wurde, dem 1944 im KZ Buchenwald ermordeten KPD-Vorsitzenden.

## Wirtschaft und Infrastruktur
Direkt durch die Gemarkung führt die Bahnstrecke Köthen–Aschersleben (Haltepunkt Frenz) sowie die Landesstraße 73 Nienburg (Saale) nach Köthen (Anhalt) und die Landesstraße 148. Zwischen den Ortsteilen Frenz und Großpaschleben verläuft die Bundesstraße 6n. Es existiert eine Auf-/Abfahrt.
Durch den Ort, sowie auch durch die Ortslage Frenz, verläuft der Europaradweg R1, der das französische Boulogne-sur-Mer mit Sankt Petersburg in Russland verbindet. Auf derselben Routenführung verläuft auf diesem Abschnitt ebenfalls der Radweg Deutsche Einheit sowie der D11.

## Persönlichkeiten
- Hermann Wäschke, Autor der Paschlewwer Jeschichten